# 前田勝生
前田 勝生（まえだ かつなり、1955年 - ）は、日本の実業家、明治安田生命保険相互会社元専務執行役東京本部長。

## 人物・経歴
1955年生まれ、東京都出身。立教大学卒業後、安田生命（現・明治安田生命保険相互会社）に入社。
執行役大阪本部長を経て、2012年4月から常務執行役東京本部長、2014年4月より専務執行役東京本部長に就任。
明治安田生命は、Jリーグとタイトルパートナー契約を行い、地域貢献活動の一環として、全国の3本部73支社においてもJリーグ所属全クラブとスポンサー契約を締結するが、東京本部長として、東京をホームタウンとする東京ヴェルディの支援も推進した。